# Robert Metcalfe
Robert Melancton Metcalfe (sinh ngày 7 tháng 4 năm 1946) là một kỹ sư và doanh nhân người Mỹ, người đã đóng góp cho sự phát triển của Internet vào năm 1970. Ông đồng phát minh ra Ethernet, đồng sáng lập 3Com và xây dựng Định luật Metcalfe, mà mô tả tác dụng của một mạng viễn thông. Metcalfe cũng đã đưa ra một số dự đoán không thành hiện thực, bao gồm dự đoán về sự sụp đổ của Internet trong những năm 1990. Metcalfe đã nhận được nhiều giải thưởng khác nhau, bao gồm Huân chương Danh dự IEEE và Huân chương Công nghệ và Đổi mới Quốc gia cho công việc phát triển công nghệ Ethernet của ông. Vào năm 2023, anh ấy đã nhận được Giải thưởng Turing, giải thưởng cao nhất trong khoa học máy tính. Từ năm 2011 đến năm 2021, ông là giáo sư đổi mới và khởi nghiệp tại Đại học Texas ở Austin.

## Tiểu sử
Robert Metcalfe sinh năm 1946 tại Brooklyn, New York. Cha của anh ấy là một kỹ thuật viên kiểm tra chuyên về con quay hồi chuyển. Mẹ anh ấy là một người nội trợ người sau này trở thành thư ký tại Trường trung học Bay Shore. Metcalfe tốt nghiệp trường đó năm 1964.
Metcalfe tốt nghiệp Học viện Công nghệ Massachusetts năm 1969, nhận hai bằng cử nhân khoa học, về kỹ thuật điện và quản lý công nghiệp. Ông theo học trường sau đại học tại Đại học Harvard, nơi ông nhận bằng thạc sĩ khoa học toán ứng dụng vào năm 1970, và tiến sĩ ngành khoa học máy tính năm 1973.
Metcalfe và vợ Robyn có hai con.